# Comté de Branch
Pour les articles homonymes, voir Branch.
Le comté de Branch (Branch County en anglais) est dans le sud de la péninsule inférieure de l'État du Michigan, sur la frontière avec l'État de l'Indiana. Son siège est à Coldwater. Selon le recensement de 2000, sa population est de 45 787 habitants. 

## Géographie
Le comté a une superficie de 1 345 km2, dont 1 314 km2 en surfaces terrestres.

### Comtés adjacents
- Comté de Calhoun (nord)
- Comté de Hillsdale (est)
- Comté de Saint-Joseph (ouest)
- Comté de Steuben, Indiana (sud)
- Comté de LaGrange, Indiana (sud-ouest)